# 定言命法
定言命法（ていげんめいほう、独: Kategorischer Imperativ、英: categorical imperative）とは、カント倫理学における根本的な原理であり、無条件に「～せよ」と命じる絶対的命法である。
定言的命令（ていげんてきめいれい）とも言う。『人倫の形而上学の基礎づけ』 (Grundlegung zur Metaphysik der Sitten) において提出され、『実践理性批判』において理論的な位置づけが若干修正された。

## 概要
『実践理性批判』の§7において「純粋実践理性の根本法則」として次のように定式化される。
「あなたの意志の格率が常に同時に普遍的な立法の原理として妥当しうるように行為せよ」
カントによれば、この根本法則に合致しうる行為が義務として我々に妥当する行為であり、道徳的法則に従った者だけが良い意志を実現させるということである。
他のあらゆる倫理学の原則は「～ならば、～せよ」という仮言命法であるのに対して、カントの定言命法は「～ならば」という条件が無い無条件の行為を要求する。
一例として、「幸福になりたいならば嘘をつくな」という仮言命法を採用する場合の問題が挙げられる。ここでは「幸福になること」と「嘘をつかないこと」の間に必然性が有るのか無いのかが問題となる。「嘘をつかないこと」は幸福になるための都合の良い手段にすぎない。従って、もし「幸福になること」と「嘘をつかないこと」の間に必然性が見出されない（つまり道徳で幸福を得られない）場合には、「幸福になることを目的にする人」は不道徳（嘘をつくこと）を行うことになる。すなわち、カントは自身の意志を普遍的立法の原理と妥当するように行動することを求めているため、我々は一切の自愛の原理に基づく幸福への意図を断ち切り、普遍的立法に合致する格率によって意志を確立しなければならないわけである。
また、仮言命法において何が道徳的かであるかの洞察は、行為（嘘をつくこと）と帰結（幸福）との間の自然必然性の洞察であり、経験論に属するものでしかない。条件節を欠くカントの定言命法は、倫理学が経験論の範囲に陥ることを防ぎ、経験論から独立した純粋に実践的な倫理学の範囲を確保するのである。

## 純粋・実践理性
カントの哲学では、経験によらず物事を知ることができる純粋理性と、経験によって物事を語ることができる実践理性の二つに理性が分類される。そしてそれの対比として、何が道徳的であるかを判断する能力を純粋実践理性と呼んだ。
一方で、カントの定義する仮言命法はあくまである一定の条件下での目的達成の手法しか語れない。言い換えれば、仮定以前その問題に取り組む価値があるか、取り組むべきかといった問いについては仮言命法では語れないとされる。このとき、問題それ自体の価値を考える基準としてカントは典型的な二分法を提示する。一つはその問題が正しい（right）かどうか、例としてそれが誰かを助けるかどうか。もう一つは　それが善い（good）かどうか、例として個人を豊かにするかで考えられる。カントの考えによると、人は経験的な手段によって行為が正しいかどうか、道徳的かどうかを決めることはできないという。そしてそれは、純粋な実践的理性によってアプリオリに決定されるものだと言う。
言い換えれば、どのような行為が道徳的であるかは、観察可能な経験とは関係なく定言命法によって普遍的に推論される。この様々な行為は経験的に推論されるものではなく、「～せよ」という無条件の命令、すなわち定言命法によってのみ判断されるという考えは、人権や平等など法的・政治的な概念にも広く社会的影響を与えた。